# Turniej o Brązowy Kask 1999

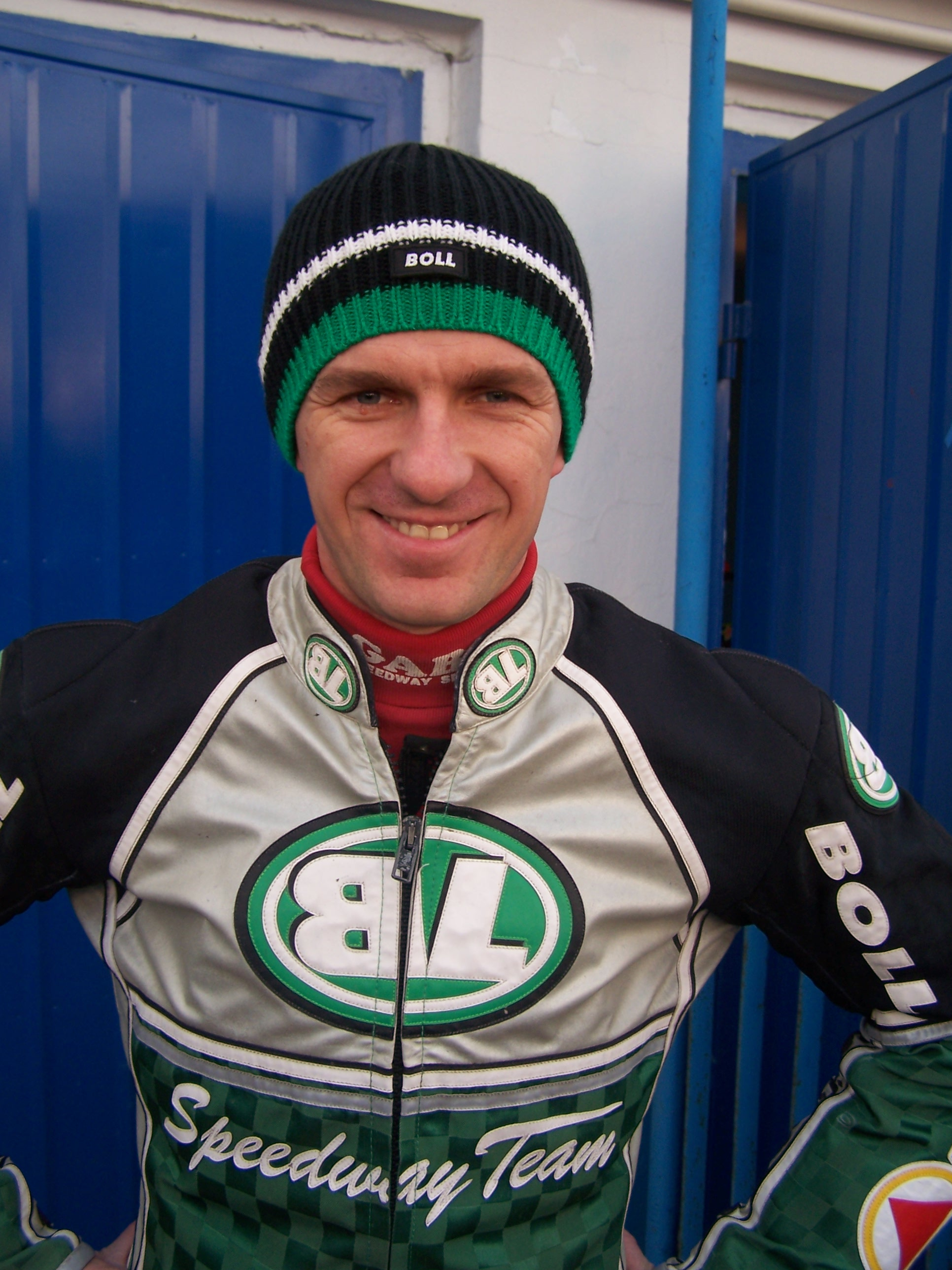
Rafał Okoniewski - zdobywca BK 1999

Turniej o Brązowy Kask 1999 – zawody żużlowe, organizowane przez Polski Związek Motorowy dla zawodników do 19. roku życia. W sezonie 1999 rozegrano dwa turnieje półfinałowe oraz finał.

## Finał
- 16 lipca 1999 r. (piątek), Toruń

| Msc. | Zawodnik             | Klub                  | Pkt  |             |  |
| ---- | -------------------- | --------------------- | ---- | ----------- |  |
| 1    | Rafał Okoniewski     | Stal Gorzów Wlkp.     | 14   | (3,3,2,3,3) |  |
| 2    | Tomasz Chrzanowski   | Apator Toruń          | 13   | (2,2,3,3,3) |  |
| 3    | Krzysztof Słaboń     | Polonia Bydgoszcz     | 12+3 | (3,2,3,2,2) |  |
| 4    | Michał Robacki       | Polonia Bydgoszcz     | 12+2 | (3,2,2,2,3) |  |
| 5    | Jarosław Hampel      | Polonia Piła          | 10   | (2,3,3,2,0) |  |
| 6    | Krzysztof Mikuta     | Unia Tarnów           | 10   | (3,1,1,3,2) |  |
| 7    | Andrzej Zieja        | WTS Wrocław           | 8    | (2,3,0,3,w) |  |
| 8    | Tomasz Budzik        | Unia Tarnów           | 8    | (1,3,1,1,2) |  |
| 9    | Sebastian Smoter     | ZKŻ Zielona Góra      | 7    | (1,d,1,2,3) |  |
| 10   | Krzysztof Świder     | TŻ Opole              | 7    | (0,2,2,1,2) |  |
| 11   | Rafał Szombierski    | RKM Rybnik            | 4    | (0,0,3,1,-) |  |
| 12   | Adam Czechowicz      | TŻ Opole              | 4    | (0,1,2,0,1) |  |
| 13   | Marcin Tomkowiak     | Kolejarz Rawicz       | 4    | (2,1,0,1,w) |  |
| 14   | Łukasz Loman         | Unia Leszno           | 3    | (1,0,1,0,1) |  |
| 15   | Marcel Maliński      | Włókniarz Częstochowa | 3    | (1,1,w,0,1) |  |
| 16   | Marcin Łęc           | Wybrzeże Gdańsk       | 0    | (0,0,0,0,u) |  |
|      | rez. Dawid Kujawa    | ZKŻ Zielona Góra      | ns   |             |  |
|      | rez. Przemysław Kłos | Apator Toruń          | 1    | (1)         |  |
|      | Maciej Kierzkowski   | GKM Grudziądz         |      |             |  |

Uwaga: Marcin Łęc zastąpił Macieja Kierzkowskiego

Uwaga: Przemysław Kłos jako rezerwa toru (poza konkursem)